# Frederik Madsen

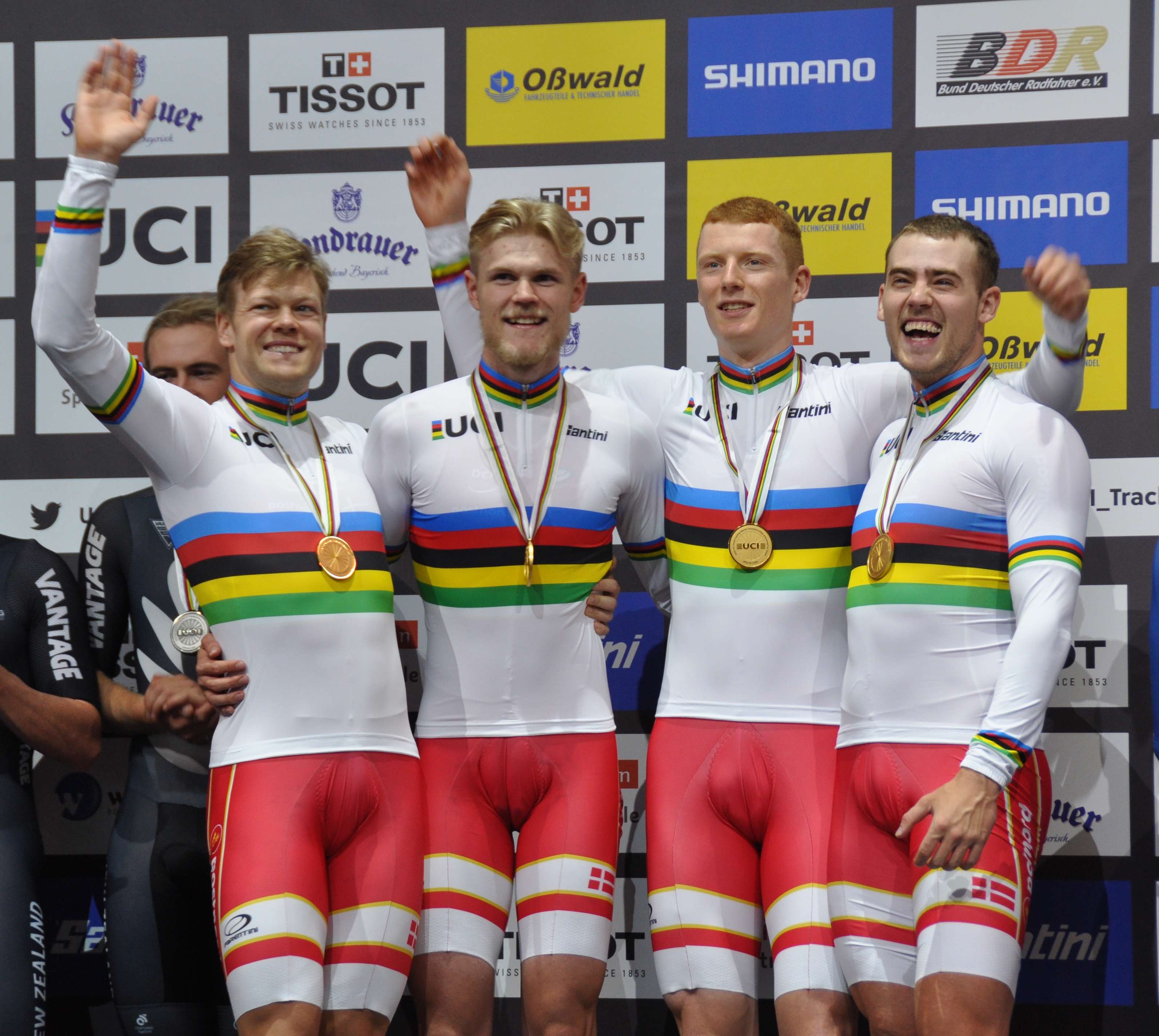
Weltmeister 2020 (v. l. n. r.): Lasse Norman Hansen, Julius Johansen, Frederik Madsen und Rasmus Pedersen

Frederik Rodenberg Madsen (* 22. Januar 1998 in Værløse) ist ein dänischer Radrennfahrer, der Rennen auf Bahn und Straße bestreitet.

## Sportliche Laufbahn
2015 startete Frederik Madsen bei den Bahnradsport-Europameisterschaften der Junioren/U23 und errang mit dem dänischen Junioren-Vierer (Niklas Larsen, Rasmus Pedersen und Tim Vang Cronqvist) die Silbermedaille in der Mannschaftsverfolgung. Im Jahr darauf startete er mit dem Vierer bei den Weltmeisterschaften der Elite in London, wo das Team (Lasse Norman Hansen, Niklas Larsen, Casper von Folsach und Rasmus Christian Quaade) den dritten Platz belegte. 2015 gewann er die nationale Meisterschaft im 1000-Meter-Zeitfahren.
Im selben Jahr wurde Madsen dänischer Meister im Straßenrennen und wurde im Einzelzeitfahren Vize-Meister. Ebenfalls 2016 wurde er für die Teilnahme an den Olympischen Sommerspielen in Rio de Janeiro und den Start in der Mannschaftsverfolgung nominiert. Gemeinsam mit Lasse Norman Hansen, Rasmus Christian Quaade, Niklas Larsen, Casper von Folsach und Casper Pedersen errang er die Bronzemedaille.
Bei den Bahnradsport-Weltmeisterschaften 2018 in Apeldoorn belegte der dänische Vierer mit Madsen, Julius Johansen, Niklas Larsen und Casper von Folsach Rang zwei. Nach einer fast einjährigen Verletzungspause gewann er 2019 das U23-Rennen von Eschborn–Frankfurt.
2019 wurde Madsen Europameister in der Mannschaftsverfolgung; darüber hinaus gewann der dänische Vierer mit Madsen in der Mannschaftsverfolgung zwei Läufe des Bahnrad-Weltcups 2019/20. Im Jahr darauf wurde der Vierer mit Julius Johansen, Lasse Norman Hansen und Rasmus Pedersen Weltmeister in der Mannschaftsverfolgung. Dabei stellte der dänische Vierer mit 3:44,672 Minuten im Berliner Velodrom einen neuen Weltrekord auf. Er startete in dieser Disziplin mit Hansen, Niklas Larsen und Pedersen bei den Olympischen Spielen in Tokio, und der dänische Vierer errang Silber.
2024 wurde Madsen mit dem dänischen Bahn-Vierer zum zweiten Mal Weltmeister der Mannschaftsverfolgung.

## Erfolge

### Straße
2016
- eine Etappe Keizer des Juniores
- Dänischer Meister (Junioren) – Straßenrennen

2017
- eine Etappe Paris-Arras Tour

2019
- Eschborn–Frankfurt (U23)
- Skive–Løbet
- Dänischer Meister (U23) – Straßenrennen

2020
- eine Etappe Albertina Baltyk-Karkonosze Tour

### Bahn
2015
- Junioren-Europameisterschaft – Mannschaftsverfolgung (mit Niklas Larsen, Rasmus Pedersen und Tim Vang Cronqvist)
- Dänischer Meister – 1000-Meter-Zeitfahren

2016
- Olympische Spiele – Mannschaftsverfolgung (mit Lasse Norman Hansen, Rasmus Christian Quaade, Niklas Larsen, Casper von Folsach und Casper Pedersen)
- Weltmeisterschaft – Mannschaftsverfolgung (mit Lasse Norman Hansen, Niklas Larsen, Casper von Folsach und Rasmus Christian Quaade)
- Dänischer Meister – Madison (mit Casper von Folsach)

2017
- Bahnrad-Weltcup in Cali – Mannschaftsverfolgung (mit Niklas Larsen, Julius Johansen und Casper Pedersen)
- Dänischer Meister – Omnium

2018
- Weltmeisterschaft – Mannschaftsverfolgung (mit Julius Johansen, Niklas Larsen und Casper von Folsach)

2019
- Europameister – Mannschaftsverfolgung (mit Julius Johansen, Rasmus Pedersen,  und Lasse Norman Hansen)
- Bahnrad-Weltcup in Minsk – Mannschaftsverfolgung (mit Julius Johansen, Rasmus Pedersen, und Lasse Norman Hansen)
- Bahnrad-Weltcup in Glasgow – Mannschaftsverfolgung (mit Julius Johansen, Rasmus Pedersen, und Lasse Norman Hansen)

2020
- Weltmeister – Mannschaftsverfolgung (mit Julius Johansen, Lasse Norman Hansen und Rasmus Pedersen)
- Dänischer Meister – Zweier-Mannschaftsfahren (mit Niklas Larsen)

2021
- Olympische Spiele – Mannschaftsverfolgung (mit Niklas Larsen, Lasse Norman Hansen und Rasmus Pedersen)

2023
- Weltmeister – Mannschaftsverfolgung (mit Niklas Larsen, Carl-Frederik Bévort, Lasse Norman Leth und Rasmus Pedersen)

2024
- Europameisterschaften – Mannschaftsverfolgung (mit Rasmus Pedersen, Niklas Larsen, Tobias Hansen und Carl-Frederik Bévort)
- Nations Cup in Hongkong – Mannschaftsverfolgung (mit Tobias Hansen, Robin Skivild und Lasse Norman Leth)
- Weltmeister – Mannschaftsverfolgung (mit Carl-Frederik Bévort, Niklas Larsen, Rasmus Pedersen und Tobias Hansen)